# Libnotes (Libnotes) praeculta
Libnotes (Libnotes) praeculta is een tweevleugelige uit de familie steltmuggen (Limoniidae). De soort komt voor in het Australaziatisch gebied.